# Placówka Straży Celnej „Jabłonna”

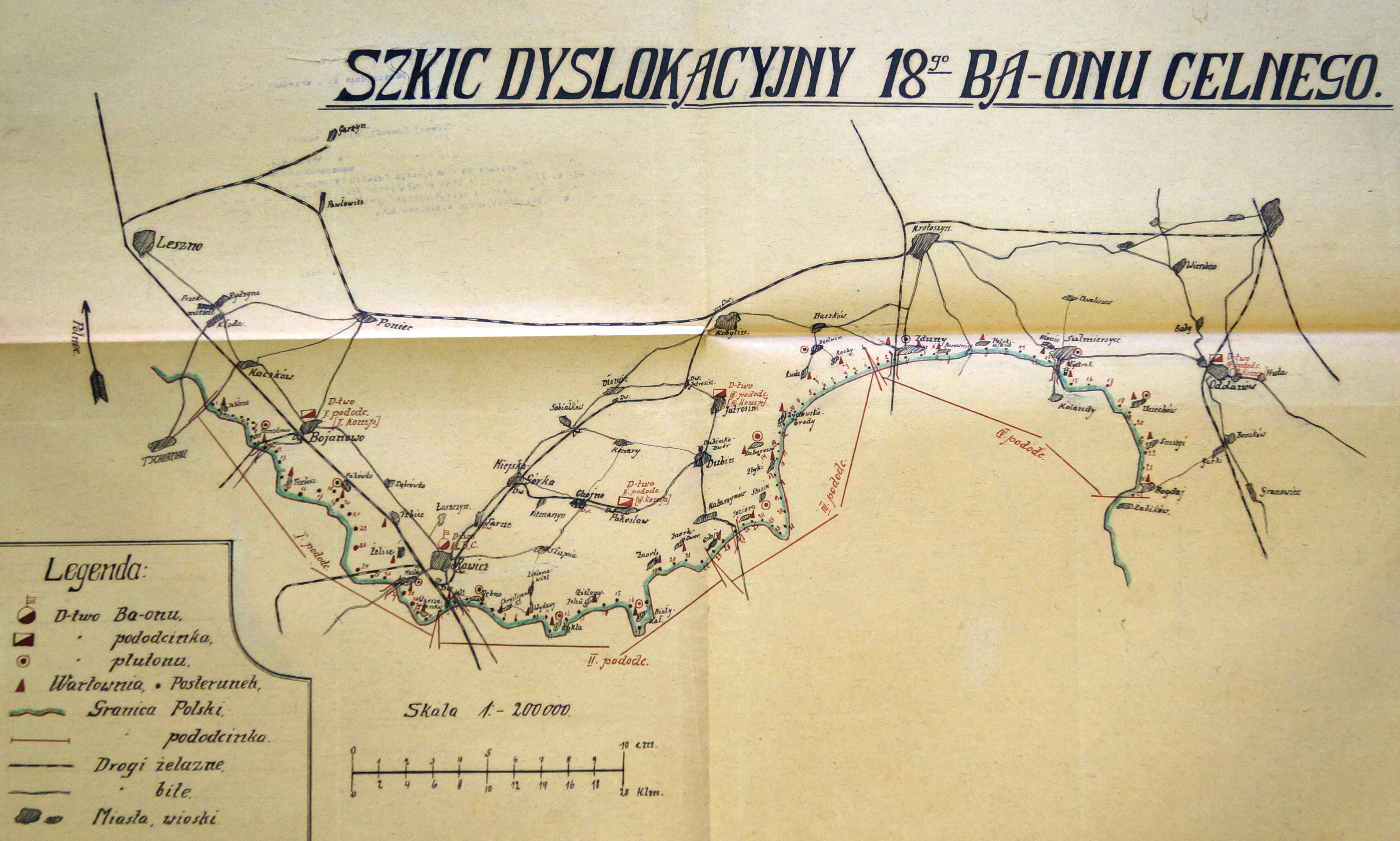
Szkic rozmieszczenia 18 batalionu celnego „Rawicz”

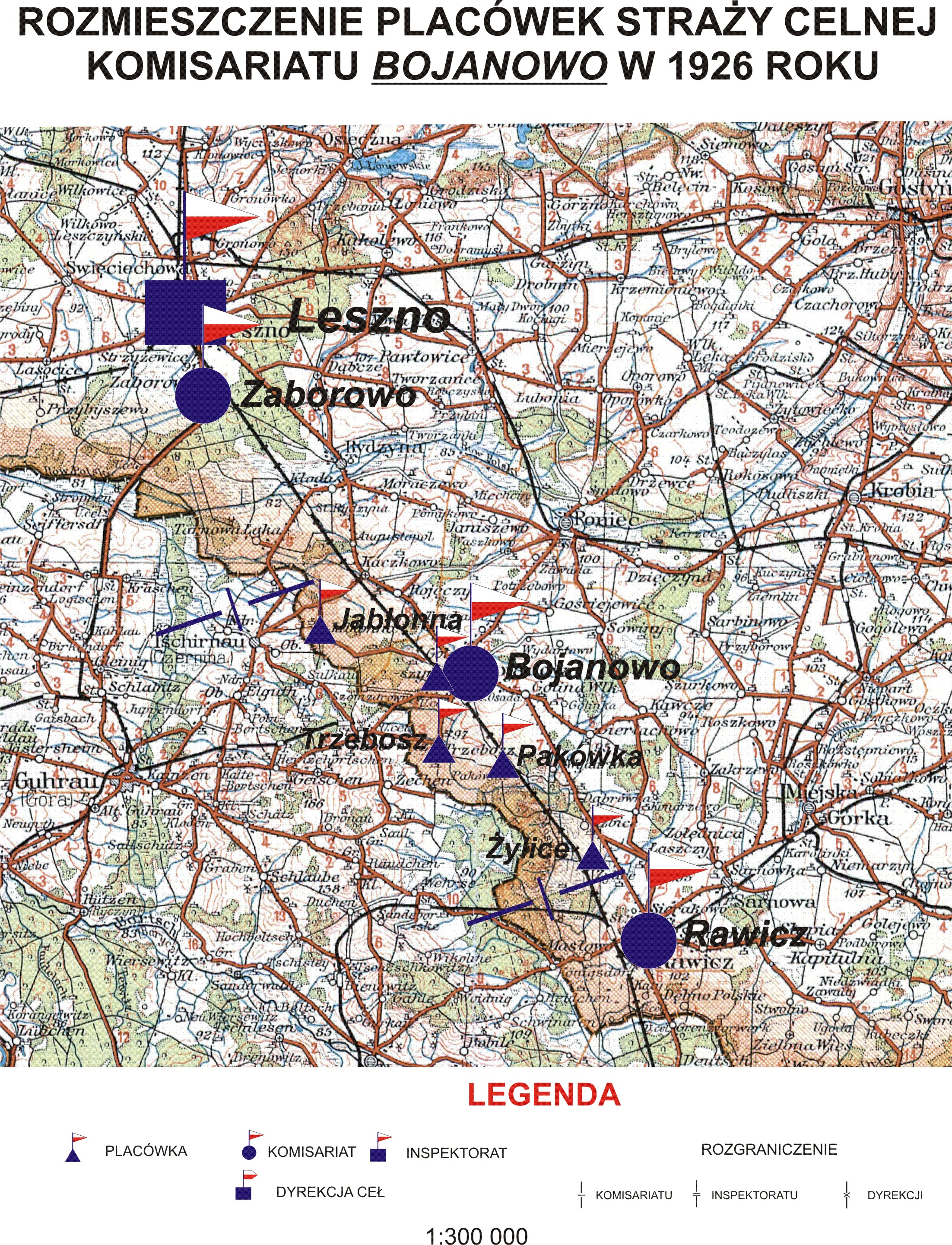
Rozmieszczenie placówek Straży Celnej Komisariatu Bojanowo

Placówka Straży Celnej „Jabłonna” – jednostka organizacyjna Straży Celnej pełniąca w okresie międzywojennym służbę ochronną na granicy polsko-niemieckiej.

## Formowanie i zmiany organizacyjne
Na wniosek Ministerstwa Skarbu, uchwałą z 10 marca 1920 roku, powołano do życia Straż Celną. Jednostki Straży Celnej rozpoczęły przejmowanie odcinków granicy od pododdziałów Batalionów Celnych. W 1921 roku w Bojanowie stacjonował sztab 1 kompanii 18 batalionu celnego. 1 kompania celna wystawiła między innymi placówkę w Jabłonnie. Proces tworzenia Straży Celnej trwał do końca 1922 roku. Placówka Straży Celnej „Jabłonna” weszła w podporządkowanie komisariatu Straży Celnej „Bojanowo” z Inspektoratu SC „Leszno”.
W drugiej połowie 1927 roku przystąpiono do gruntownej reorganizacji Straży Celnej. W praktyce skutkowało to rozwiązaniem tej formacji granicznej. Ochronę północnej, zachodniej i południowej granicy państwa przejęła powołana z dniem 2 kwietnia 1928 roku Straż Graniczna.
Rozkazem nr 3 z 25 kwietnia 1928 roku w sprawie organizacji Wielkopolskiego Inspektoratu Okręgowego dowódca Straży Granicznej gen. bryg. Stefan Pasławski określił strukturę organizacyjną komisariatu SG „Bojanowo”. Placówka Straży Granicznej I linii „Jabłonna” znalazła się w jego strukturze.

## Funkcjonariusze placówki
Kierownicy placówki
| stopień    | imię i nazwisko, numer | okres pełnienia służby | kolejne stanowisko |
| ---------- | ---------------------- | ---------------------- | ------------------ |
| przodownik | Adam Szwarc (1234)     | był w 1926             |                    |

Obsada personalna placówki w 1926:
- przodownik Adam Szwarc (1234)
- starszy strażnik Nepomucen Paczyński (1250)
- starszy strażnik Leon Jakubowski (1763)
- strażnik Franciszek Muszyński (2022)
- strażnik Wojciech Skrzypczak (1605)
- strażnik Jan Martyński (1435)
- strażnik Antoni Pawlak (2055)
- strażnik Konstanty Stańkowski (859)